# هندسة علم الأحياء
هندسة علم الأحياء هي مجموعة من الطرق لتصميم وبناء واختبار النظم الهندسية الحيوية التي تم استخدامها لمعالجة المعلومات وبناء المواد، ومعالجة المواد الكيميائية، وإنتاج الطاقة، توفير الغذاء، والمساعدة في الحفاظ على صحة الإنسان والبيئة أو تعزيزها.

## التاريخ
أدت التطورات السريعة في القدرة على تعديل الكائنات الحية وراثيًا إلى تطوير نظام هندسي جديد، يشار إليه عادة باسم علم الأحياء التركيبي. يسعى هذا النهج إلى تسخير قوة الأنظمة الحية لمجموعة متنوعة من تطبيقات التصنيع، مثل العلاجات المتقدمة والوقود المستدام والمواد الأولية الكيميائية والمواد المتقدمة. حتى الآن، يعتمد البحث في علم الأحياء التركيبي على طرق التجربة والخطأ، والتي تكون مكلفة ومجهدة وغير فعالة.

## الوظائف
- عالم أبحاث
- عالم سريري
- مراقبة الجودة محلل
- علم السموم
- الطب الشرعي

## مجالات البحث
- هندسة الأنسجة: من الأمثلة عليها الخلايا الجذعية.
- علم الاحياء الخلوي: هو دراسة الخلايا الحية.
- علم وظائف الأعضاء: هو دراسة وظائف الأعضاء والأجهزة الخلوية.
- علم الاحياء الجزيئي: هو دراسة الأحياء على المستوى الجزيئي.